# 게이오 도부쓰엔선
도부쓰엔선(일본어: 動物園線, どうぶつえんせん, 동물원선)은 게이오 전철이 운영하는 철도 노선이다. 다카하타후도 역과 다마 동물공원역을 이으며 전 구간이 일본 도쿄도 히노시에 있다. 게이오선의 지선 중 하나이다.

## 노선 정보
- 노선 거리: 2.0 킬로미터
- 궤도 간격: 1372mm
- 역 개수 : 2개 역
- 복선화 구간: 전 구간 (현재 운행은 단선으로만 하고 있음)
- 전력화 구간: 전 구간 (직류 1500 볼트)
- 개폐 방식: 자동개폐식

## 개요
이 노선은 도쿄 도립 다마 동물공원으로 연결할 목적으로 만들어진 노선이며 1960년에 만들어졌다. 노선이 복선화되어 있으나 현재는 단선운행을 실시하고 있다.
2006년 9월 시간표 개정 전까지는 관광 시즌 중의 토요일과 휴일에는 신주쿠에서 급행열차가 직접 연결 운행했으며, 다카하타후도 역까지의 왕복 열차도 한시간에 6편씩 편성되어 있었다. 이후 9월 시간표 개정에 의해, 관광 시즌과 오프 시즌으로 나뉘어 있던 시간표가 일원화되어, 토요일과 휴일의 신주쿠 출발 급행열차 외에, 도에이 신주쿠선 모토야와타에서 직접 연결되는 급행 열차도 편성되었다.(도에이 신주쿠 선 구간은 전부 각역 정차). 평일에도 신주쿠 출발 급행 열차가 한편이 새롭게 편성되었다.
보통 때는 출퇴근 시간대를 제외하고 4량 편성의 단독 운전으로 1시간에 3편씩 운행하고 있다. 이때 쓰이는 열차는 겉면에 동물의 그림이 그려져 있는 전용 열차이다.
다카하타후도에서 연결되는 다마 도시 모노레일선이 개통하고 나서부터는 이용객이 줄고 있다.

## 역사
현재는 한 구간을 단선운행하고 있으나 개통 당시에는 다마 뉴타운을 통해 사가미하라 시의 하시모토까지 연장, 복선화하는 계획이 있었으나, 그 역할을 게이오 사가미하라 선에 넘겨주었다.
- 1964년 4월 29일 - 동물원 선이 개통됨
- 2000년 10월 20일 - 1인 승무를 개시함

## 역 목록
- 다카하타후도역(高幡不動駅) : 게이오 선, 다마 도시 모노레일 선 연결
- 다마도부쓰코엔역(다마 동물공원역)(多摩動物公園駅) : 다마 도시 모노레일 선 연결